# Метаморфоси (дем Кожани)
Вижте пояснителната страница за други значения на Метаморфоси.
Метамо̀рфоси или Дравуда̀нища (на гръцки: Μεταμόρφωση, Метаморфоси, катаревуса: Μεταμόρφωσις, Метаморфосис, до 1928 година Σωληνάρι, Солинари, до 1927 година Δραβουντάνιστα, Дравуданиста) е село в Гърция, в дем Кожани, област Западна Македония.

## География
Метаморфоси е разположено на 780 m надморска височина, западно от град Кожани, високо в северните склонове на Червена гора (Вуринос), над прохода, който я отделя от Синяк (Синяцико).

## История

### Етимология
Според академик Иван Дуриданов името на селото говори ясно, че е било основано от българи. Дуриданов смята, че името е първоначален патроним на -ишти < -itji от изчезналото лично име *Драгодал, което Станислав Роспонд сравнява с чешкото лично име Bohdal и полското Bogdal.

### В Османската империя
Църквата в селото „Свети Димитър“ е изписана в средата на XVI век.
В края на ХІХ век Дравуданища е гръцко християнско село в югозападната част на Кожанската каза на Османската империя. На етническата карта на Македония на Васил Кънчов („Македония. Етнография и статистика“) през 1900 година Дромово (Dromovo) е отбелязано като гръцко село, а според статистиката му Драгодалища, Кайлярска каза, има 270 жители гърци.
На Етнографската карта на Битолския вилает на Картографския институт в София от 1901 година Драгунища (Драгодалища) е чисто гръцко село в Кайлярската каза на Серфидженския санджак с 25 къщи.
Според статистика на Серфидженския санджак на гръцкото консулство в Еласона от 1904 година в Дравуданиста (Ντραβουντάνιστα), Кожанска каза, живеят 225 гърци елинофони християни.

### В Гърция
През Балканската война в 1912 година в селото влизат гръцки части и след Междусъюзническата в 1913 година остава в Гърция. В 1927 година името на селото е сменено на Солинари, но на следната 1928 година селото е прекръстено отново на Метаморфоси (в превод Преображение).
Населението традиционно произвежда жито, тютюн, картофи и други земеделски продукти, като се занимава и със скотовъдство.
| Име    | Име     | Ново име  | Ново име | Описание                           |
| ------ | ------- | --------- | -------- | ---------------------------------- |
| Цаирия | Τσαΐρια | Ливадия   | Λιβάδια  | местност на ЮЮИ от Метаморфоси     |
| Вигла  | Βίγλα   | Корфула   | Κορφούλα | връх на ЮИ от Метаморфоси (1141 m) |
| Хавуза | Χαβούζα | Дексамени | Δεξαμενή | местност на С от Метаморфоси       |

| Година    | 1913 | 1920 | 1928 | 1940 | 1951 | 1961 | 1971 | 1981 | 1991 | 2001 | 2011 | 2021 |
| --------- | ---- | ---- | ---- | ---- | ---- | ---- | ---- | ---- | ---- | ---- | ---- | ---- |
| Население | 526  | 436  | 541  | 674  | 676  | 798  | 563  | 549  | 546  | 491  | 346  | 278  |